# 130 Est 30254 à 30766
Les Mogul série 8s numéros entre 30254 et 30766 sont des locomotives à vapeur. Elles étaient des machines à trois essieux moteurs couplés de la classe des 130.

## Genèse
Elles furent construites par la Compagnie des chemins de fer de l'Est en ses ateliers situés à Épernay en partant d'anciennes 030 de la compagnie (série 0250 à 0766), qui servirent aussi de base pour une partie de la série 130 Est 30252 à 30428 (futures : 1-130 A entre 252 et 428 ). Les transformations furent faites entre 1909 et 1926 pour un total de 92 machines tout en gardant les anciens numéros et en ne rajoutant que 30 devant. En 1938 les 92 machines devinrent les 1-130 B entre 254 et 489 et entre 701 et 766 à la SNCF.

## Utilisation et services

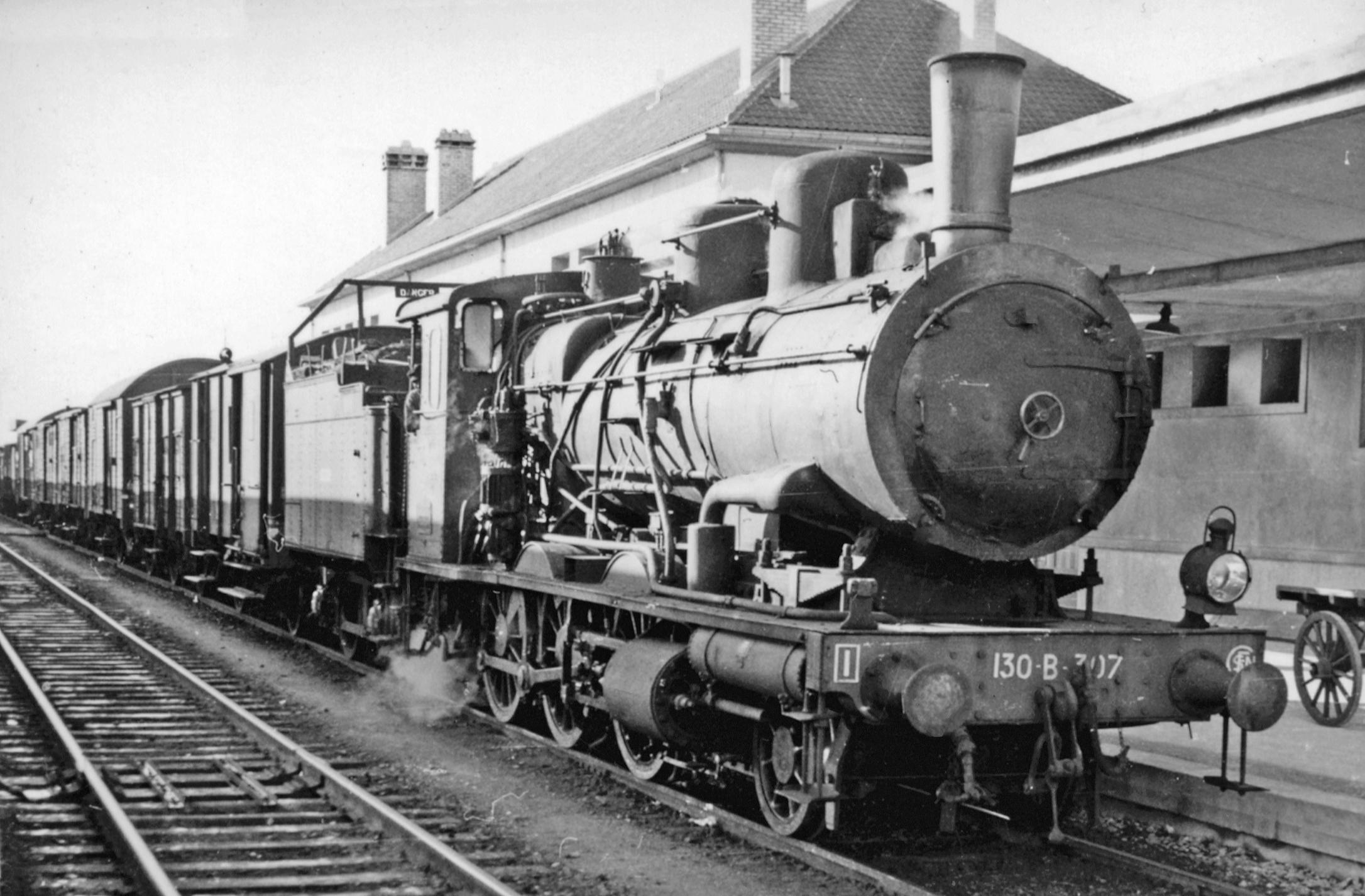
La 130 B 307 en gare de Chaumont en 1958.

À partir de 1938 leurs cousines, les 130 Est 30252 à 30428 (futures : 1-130 A entre 252 et 428), disparurent des inventaires relativement vite alors que les 1-130 B connurent pour certaines une carrière de près de 109 ans en comptant la période où elles étaient du type 030 (ce qui constitue assurément un record de longévité !). En effet à la date de radiation des dernières 1-130 A il restait 32 machines encore en service. Les CFTA en louèrent près d'une vingtaine à la SNCF et ce jusqu'en 1969 avec la radiation des 4 dernières 1-130 B du dépôt de Gray. En 1954, 3 machines affectées au dépôt de Lumes, reçurent des tenders provenant des 220 Est 2401 à 2432 (futures : 1-220 A 401 à 432) pour assurer les trains de la région de Monthermé où seules les 1-130 B étaient admises sur les lignes. Pendant la Seconde Guerre mondiale les Allemands emmenèrent un certain nombre de ces machines et 4 d'entre elles ne sont jamais revenues, leur radiation (administrative) intervenant en 1948. Pour les 030 non transformées la réforme eut lieu avant 1938.

## Description
Ces machines disposaient d'un moteur à deux cylindres et à simple expansion. Le foyer était de type « Belpaire » et l'échappement à valves remplacé sur certaines unités par trèfle à 3 jets. La distribution était intérieure et du type « Stephenson ». L'essieu avant était traité en bissel de type « Est » avec un déplacement latéral de + ou - 42 mm. De fait ces machines sont très ressemblantes aux 130 Est 30252 à 30428 (futures : 1-130 A entre 252 et 428) mis à part le moteur.

## Transformation
Les transformations subies s'apparentent plus à une reconstruction car en dehors du châssis, du train de roue et de la distribution il ne fut conservé que les pièces de détail telles que : sifflets, tampons, couvre-roues, etc. Comme il fallait s'y attendre ces locomotives se sont montrées plus stables, plus économiques et plus puissantes que les machines d'origine. Avec ces qualités qui leur donnaient une bonne liberté d'allure et une faible masse à l'essieu elles furent aptes à tous les services sur toutes les lignes du réseau. De plus les résultats obtenus sur les frais d'entretien, sur la facilité de démarrage, sur la simplicité de conduite, etc. firent que la Compagnie des chemins de fer de l'Est poursuivit la transformation très longtemps et sur un plus grand nombre d’unités par rapport à leurs cousines compound.

## Tender
Les tenders qui leur étaient accouplés furent de plusieurs types et étaient les mêmes que pour leur cousines à une exception près :
- les mêmes que ceux des 021 Est 441 à 485 (futures : 1-021 A entre 446 et 478), à savoir des tenders à deux essieux contenant 7 m3 d'eau et 5 t de charbon immatriculés 826 à 958 puis 1-7 A 826 à 958
- les mêmes que ceux des 021 Est 441 à 485 (futures : 1-021 A entre 446 et 478 ) et des 030 Est 3001 à 3014 (futures : 1-030 B entre 1 et 14 ), à savoir des tenders toujours à deux essieux mais contenant 10 m3 d'eau et 5 t de charbon immatriculés 371 à 427 puis 1-10 A 371 à 427
- des tenders toujours à 2 essieux et contenant 13 m3 d'eau et 5 t de charbon immatriculés 2001 à 2065 puis 1-13 A 1 à 65 avec un châssis analogue aux 10 A 371 à 427
- des tenders toujours à 2 essieux avec la même contenance que les 1-13 A 1 à 65 mais avec un empattement plus long immatriculés 2066 à 2105 puis 1-13 B 66 à 105
- des tenders toujours à 2 essieux avec la même contenance que les 1-13 A 1 à 65 et le même châssis que les 1-13 B 66 à 105 mais différant sur quelques détails immatriculés 2106 à 2232 puis 1-13 C 106 à 232
- et enfin les exceptions qui étaient des tenders à 3 essieux contenant 20 m3 d'eau et 6 t de charbon immatriculés 1841 à 1872 puis 1-20 A 42 à 72 provenant des 220 Est 2401 à 2432 (futures : 1-220 A 401 à 432)

## Caractéristiques

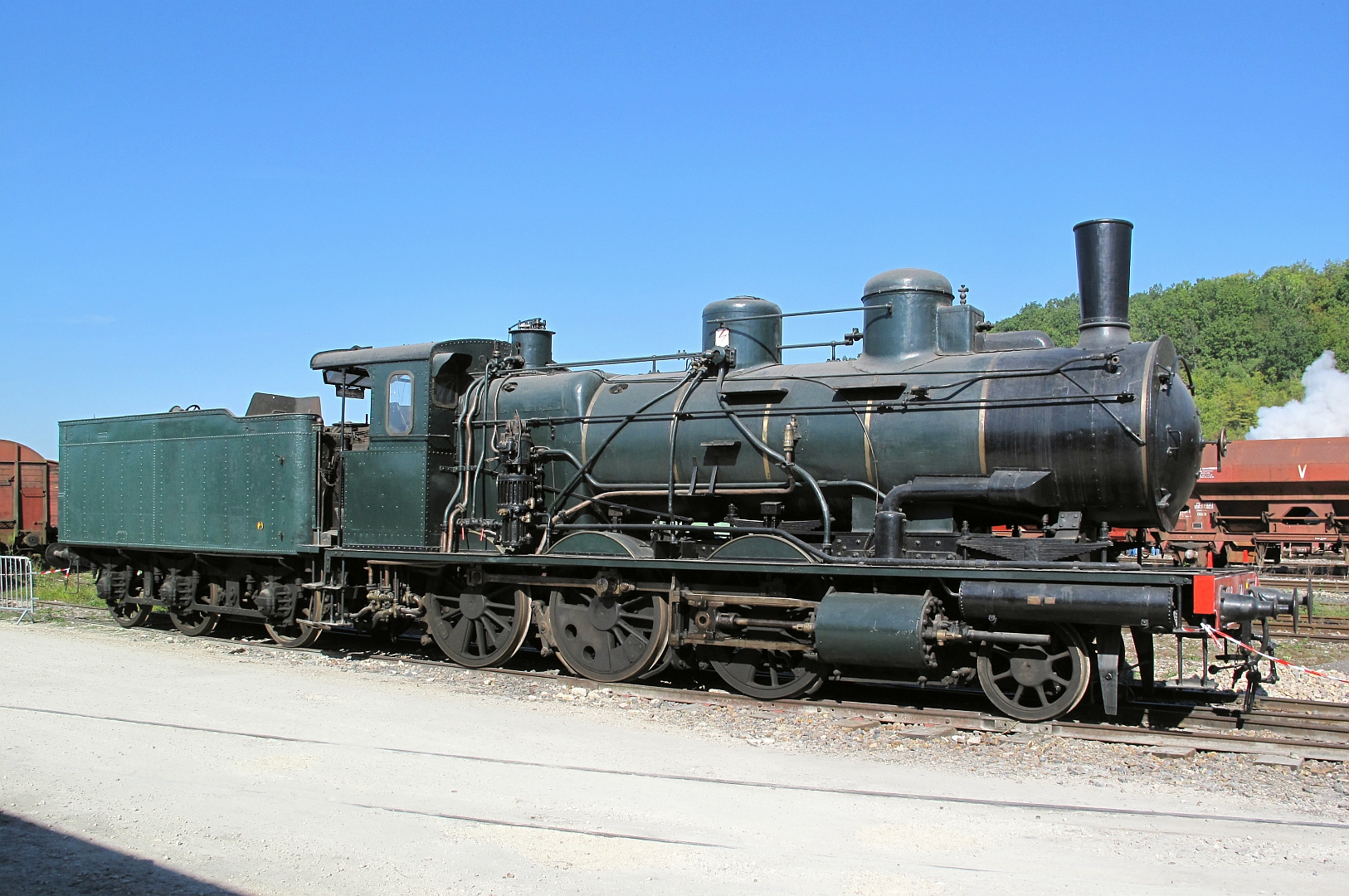
La 130 B 348 avec son tender 20 A 30 à Longueville.

- Pression de la chaudière : 16 kg/cm2
- Surface de grille : 2,06 m2
- Surface de chauffe : 108 m2
- Surface de surchauffe : de 25 m2 à 38 m2
- Diamètre et course des cylindres : 460 mm × 660 mm
- Diamètre des roues du bissel : 920 mm
- Diamètre des roues motrices : 1 420 mm
- Masse à vide : de 48,1 t à 49,2 t
- Masse en ordre de marche : de 53,2 t à 54,3 t
- Masse adhérente : 39,7 t à 40,7 t
- Longueur hors tout : 9,79 m
- Masse du tender en ordre de marche : sera mis plus tard
- Masse totale : sera mis plus tard
- Longueur totale : ?
- Vitesse maxi en service : 80 km/h

## Machines préservées
3 locomotives de cette série sont aujourd'hui préservées :
- La 130 B 348 avec son tender 20 A 30 au dépôt musée de l'AJECTA à Longueville.
- La 130 B 439 avec son tender 13 C 82 exposée en monument sous abri à Capdenac.
- La 130 B 476 avec son tender 13 C 231 au dépôt musée de l'AJECTA à Longueville.  Classé MH (1988)[3]

## Modélisme
Les 1-130 B ont été reproduites à l'échelle HO par l'artisan Loco Set Loisir (Artmétal-LSL) sous forme de kit en laiton à monter et par Reprofer (puis RMCF) en kit principalement en bronze.